# Histoires d'eau
Ne doit pas être confondu avec Une histoire d'eau, Histoire d'os ou Histoires d'os.
Pour l’article ayant un titre homophone, voir Histoire d'O.
Histoires d'eau (The Wettest Stories Ever Told) est le 18e épisode de la saison 17 de la série télévisée d'animation Les Simpson.

## Résumé
La famille Simpson s'impatiente en attendant qu'on leur serve le dîner dans le restaurant The Frying Dutchman tenu par le Capitaine McAllister.
Pour passer le temps des histoires sont racontées ayant trait à la mer. Lisa raconte la traversée du Mayflower transportant les protestants de l'Angleterre aux États-Unis. Bart ensuite raconte l'histoire de la mutinerie du navire Le Bounty. Enfin, Homer raconte l'histoire du navire Neptune.

## Références culturelles

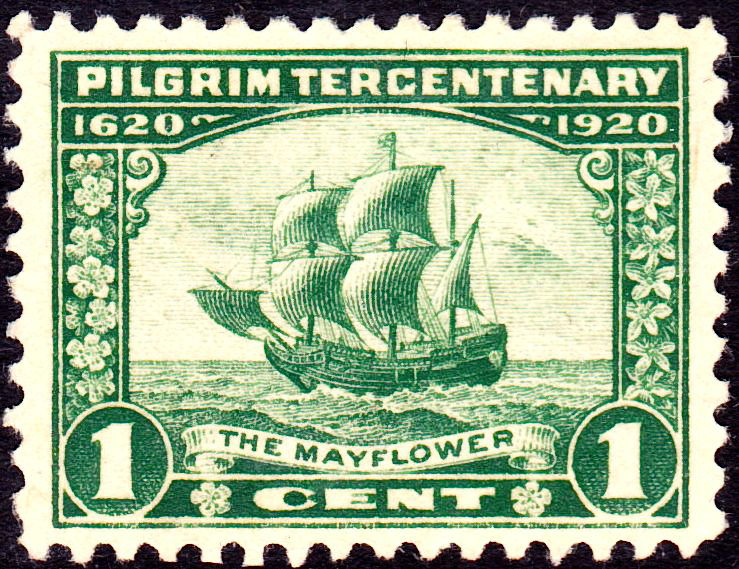
La flûte (bateau) Mayflower toucha le Cap Cod (dans le Massachusetts actuel) à la mi-novembre 1620. Elle cherchait à atteindre la colonie de Jamestown (Virginie) : Homer (qui était ivre à la barre) est remonté beaucoup trop au nord

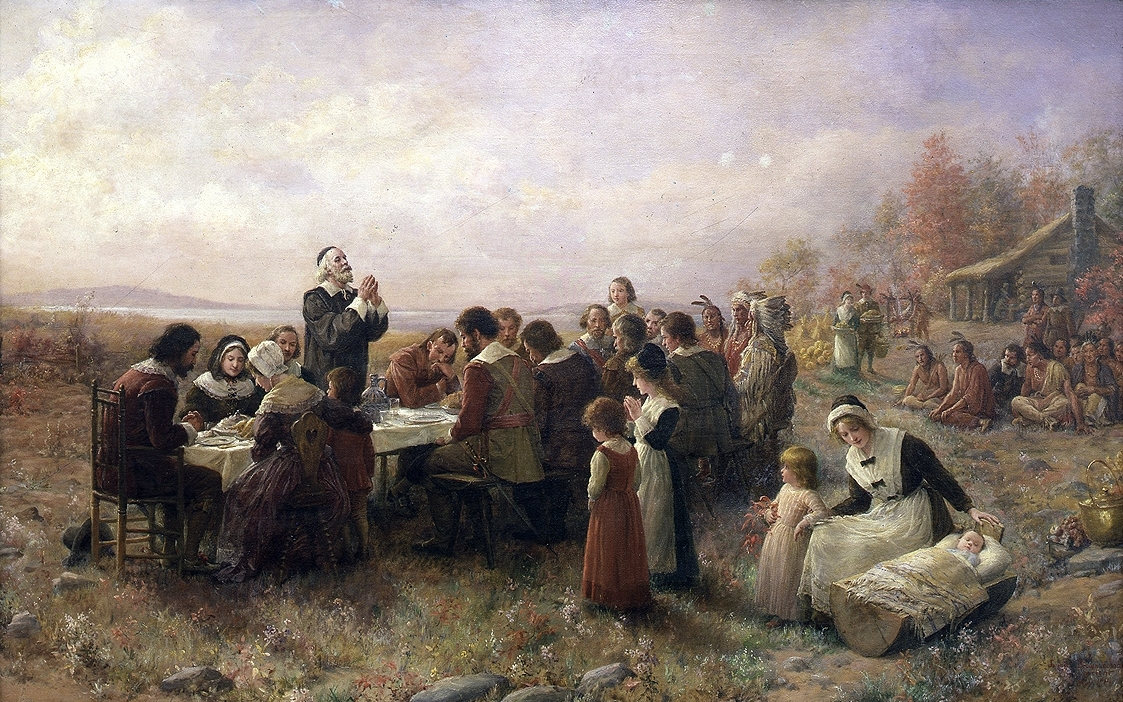
Lors de la célébration du 1er Thanksgiving (fin novembre 1621), le chef Wig-gum, de la tribu des Wampanoags demande au capitaine Flandish ce que les Blancs ont l'intention de faire : « Vous donner la plus grosse part de pumpkin pie » répond Flandish, qui ajoute sotto voce : « Et vous prendre vos terres et vous balayer ».